# Первомайське (Сімферопольський район)
Первома́йське (до 1927 року — Бій-Тани́ш, крим. Biy Tanış) — село Сімферопольського району Автономної Республіки Крим. Населення становить 2 204 осіб. Підпорядковане Первомайській сільській раді. В селі є середня школа, великий винзавод.
Відстань від райцентру до населеного пункта становить 18 кілометрів по прямій.

## Географія
Розташоване в центральній частині району, в 15 км північніше Сімферополя за півкілометра на схід шосе М18 Харків — Сімферополь, у низов'ях долини річки Чуюнчи, правої притоки Салгира, висота центру села над рівнем моря — 134 м. Сусідні села: з півдня, вище долиною, впритул примикає Чайкине, за 0,5 км на захід — смт Гвардійське і на північний захід — Красна Зорька, за 2,5 кілометрах на північний схід — Красне.

## Історія

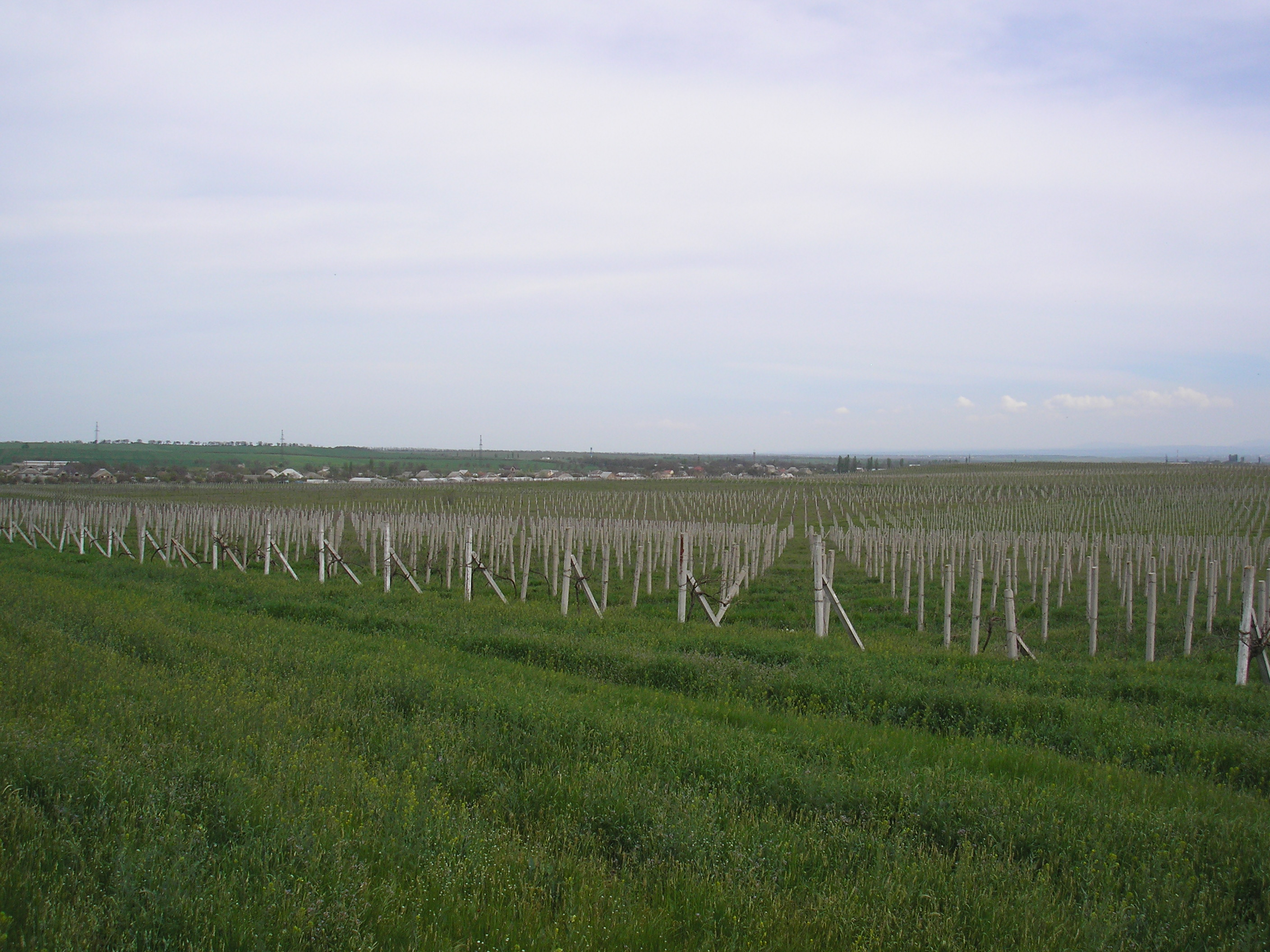

В Кримському ханстві село Бійтаниш (записано, як Бітанеш) адміністративно входило в Чоюнчинський Бешпаре кадилик Акмечетського каймакамства, що записано в Камеральному Опису Криму 1784 року. Потім, мабуть, внаслідок еміграції кримських татар до Туреччини, що розпочалася по анексії Криму Російською імперією 8 лютого 1784, село спорожніло й у Відомості про всі селища в Сімферопольському повіті перебувають з показанням в якій волості скільки числом дворів і душ … від 9 жовтня 1805 року Бійтаниш не збережено, а на карті 1817 року село позначене, як безлюдне.
Після звільнення Криму від нацистів, 12 серпня 1944 року прийнята постанова № ГОКО-6372с «Про переселення колгоспників в райони Криму», за яким з Курської і Тамбовської областей РРФСР в район переселилися 8100 родин колгоспників.
В 1948 році було проведено укрупнення сільрад, у результаті чого село було передане Краснозорненській сільраді. У 1950 році сусідні села Первомайське, Іскра і Калініне згуртовано в колгосп «1 травня», об'єднаний в 1956 році з колгоспом ім. Кірова, а в 1962 році перетворений на радгосп.
У період з 1954 по 1968 рік до Первомайського приєднали розташовані поруч села: Іскра і Калініне. З 1966 року в селі — центральна садиба радгоспу «Зоря».
У 2023 році у проєкті Постанови Верховної Ради України «Про перейменування деяких населених пунктів Автономної Республіки Крим» село запропоновано перейменувати на Бій-Таниш.